# Inhambu-listrado
O inhambu-listrado ou inambu-listrado (Crypturellus casiquiare) é uma espécie de ave da família Tinamidae, comumente encontrada na América do Sul.